# Прочида
Про̀чида (на италиански: Procida; на неаполитански: Proceta, Прочета) е остров и община в Южна Италия, провинция Неапол, регион Кампания. Със същото име се нарича административният и главен център на острова, град Прочида. Разположен е на Тиренско море, между остров Иския и кампанийския бряг. Населението на общината е 10 596 души (към 2010 г.).
В общинската територия се намира и малкият остров Вивара.